# Cyrtodactylus zhenkangensis
Cyrtodactylus zhenkangensis — вид ящірок з родини геконових (Gekkonidae). Описаний у 2021 році.

## Поширення
Ендемік Китаю. Відомий лише у типовому місцезнаходженні — карстових утвореннях в повіті Чженькан на південному заході провінції Юньнань.

## Опис
Гекон завдовжки 78-87 мм (не враховуючи хвоста).